# Auburn (New York)
Auburn ist eine Gemeinde im Cayuga County des Bundesstaates New York in den Vereinigten Staaten mit 26.866 Einwohnern (laut Volkszählung von 2020).

## Geografie

### Geografische Lage
Das Stadtgebiet liegt in einem Endmoränengebiet südlich des Ontariosees und etwas nördlich des Owasco Lake, dessen Abfluss, der Owasco River oder Owasco Outlet, das Stadtgebiet von Südost nach West durchquert.

### Nachbargemeinden
Alle Entfernungen sind als Luftlinien zwischen den offiziellen Koordinaten der Orte aus der Volkszählung 2010 angegeben.
- Nordosten: Throop, 5,9 km
- Südosten: Owasco, 8,3 km
- Südwesten: Fleming, 1,9 km
- Westen: Aurelius, 11,3 km
- Nordwesten: Sennett, 5,6 km

### Klima
|                       | Jan  | Feb  | Mär  | Apr  | Mai  | Jun  | Jul  | Aug  | Sep  | Okt  | Nov | Dez  |   |      |
| Mittl. Tagesmax. (°C) | 0,1  | 0,3  | 5,2  | 12,4 | 19,3 | 24,5 | 27,2 | 26,3 | 22,5 | 16,1 | 8,8 | 1,9  | ⌀ | 13,8 |
| Mittl. Tagesmin. (°C) | −8,3 | −8,9 | −4,3 | 1,7  | 7,5  | 13,2 | 16,5 | 15,6 | 11,9 | 6,0  | 0,7 | −5,4 | ⌀ | 3,9  |
|                       |      |      |      |      |      |      |      |      |      |      |     |      |   |      |
| Niederschlag (mm)     | 61   | 58   | 71   | 74   | 79   | 88   | 96   | 78   | 81   | 82   | 74  | 71   | Σ | 913  |
|                       |      |      |      |      |      |      |      |      |      |      |     |      |   |      |
| Regentage (d)         | 16   | 14   | 14   | 13   | 12   | 11   | 11   | 10   | 10   | 12   | 13  | 15   | Σ | 151  |

| −8,3 |

| −8,9 |

| −4,3 |

| 1,7 |

| 7,5 |

| 13,2 |

| 16,5 |

| 15,6 |

| 11,9 |

| 6,0 |

| 0,7 |

| −5,4 |

| −8,3 |

| −8,9 |

| −4,3 |

| 1,7 |

| 7,5 |

| 13,2 |

| 16,5 |

| 15,6 |

| 11,9 |

| 6,0 |

| 0,7 |

| −5,4 |

Die mittlere Durchschnittstemperatur in Auburn liegt zwischen 0,1 °C  im Januar und 27,2 °C im Juli. Die mittlere Jahrestemperatur beträgt 13,7 °C. Die Schneefälle zwischen Oktober und Mai liegen im Jahresmittel bei 214,6 cm, mit einem Spitzenwert von 54,9 cm im Januar. Die tägliche Sonnenscheindauer liegt besonders in den Wintermonaten unterhalb des Wertemittels in den USA.

## Geschichte
Die Besiedlung der heutigen Stadt begann um 1790 mit dem Bau einer Farm durch einen Colonel aus dem Unabhängigkeitskrieg, John L. Hardenbergh, nach dem die Region zunächst die Bezeichnung Hardenbergh’s Corners trug. 1796 wurde Auburn Zwischenstation einer State Road zwischen  Whitestown und Geneva, die der raschen Besiedlung des Westens diente. Dadurch wuchs die Bedeutung der Siedlung rasch an und wurde 1805 zum County Seat der umliegenden Town, Aurelius, ernannt und zugleich in Auburn umbenannt. Am 18. April 1815 wurde die Siedlung offiziell zum Village ernannt. 1816 wurde hier das Hauptgefängnis des Staates errichtet, die Auburn Correctional Facility. Die ersten 53 Häftlinge bezogen es im Jahr 1817, weitere 87 Häftlinge folgten 1818.
Am 28. März 1823 folgte die Ausgliederung aus Aurelius und die Erhebung zur eigenständigen Town; nach weiterem Bevölkerungszuwachs wurde Auburn am 21. März 1848 zur City erhoben.
Der 1825 eröffnete Eriekanal führte nur wenige Kilometer an der Stadt vorbei, die aber durch einen Stichkanal angeschlossen wurde. Das förderte die Verschiffung von Produkten der Umgebung; damals in erster Linie Getreide. Es wurde in Auburn und Umgebung zu Mehl verarbeitet und so verschifft. Der Bau verschiedener Eisenbahnlinien zwischen 1840 und 1870, die Auburn mit der Ostküste der USA, dem Eriesee, dem Ontariosee sowie einem Kohlengebiet in Pennsylvania verbanden, steigerten die Bedeutung der Stadt als regionales Handelszentrum. Während des amerikanischen Bürgerkriegs wurde Auburn zwischen 1861 und 1864 als Rekrutierungszentrum für Fußtruppen und Kavallerieregimenter aus der weiten Umgebung genutzt.
Aufgrund seiner hauptsächlich auf die regionale Landwirtschaft ausgerichteten Struktur hatten weder die Weltwirtschaftskrise ab 1929 noch der Zweite Weltkrieg wesentlichen Einfluss auf die Stadt. Erst in den 1960er Jahren begann eine stetige Abwanderung von Bewohnern in die großen Zentren an der Ostküste und am Eriesee, die bis heute anhält.

### Einwohnerentwicklung
| Jahr      | 1800   | 1810   | 1820   | 1830   | 1840   | 1850   | 1860   | 1870   | 1880   | 1890   |
| --------- | ------ | ------ | ------ | ------ | ------ | ------ | ------ | ------ | ------ | ------ |
| Einwohner | –      | –      | 2.333  | 4.486  | 5.626  | 9.548  | 10.986 | 17.225 | 21.924 | 25.858 |
| Jahr      | 1900   | 1910   | 1920   | 1930   | 1940   | 1950   | 1960   | 1970   | 1980   | 1990   |
| Einwohner | 30.345 | 34.668 | 36.192 | 36.652 | 35.753 | 36.722 | 35.249 | 34.599 | 32.548 | 31.258 |
| Jahr      | 2000   | 2010   | 2020   | 2030   | 2040   | 2050   | 2060   | 2070   | 2080   | 2090   |
| Einwohner | 28.547 | 27.687 | 26.866 |        |        |        |        |        |        |        |

## Wirtschaft und Infrastruktur

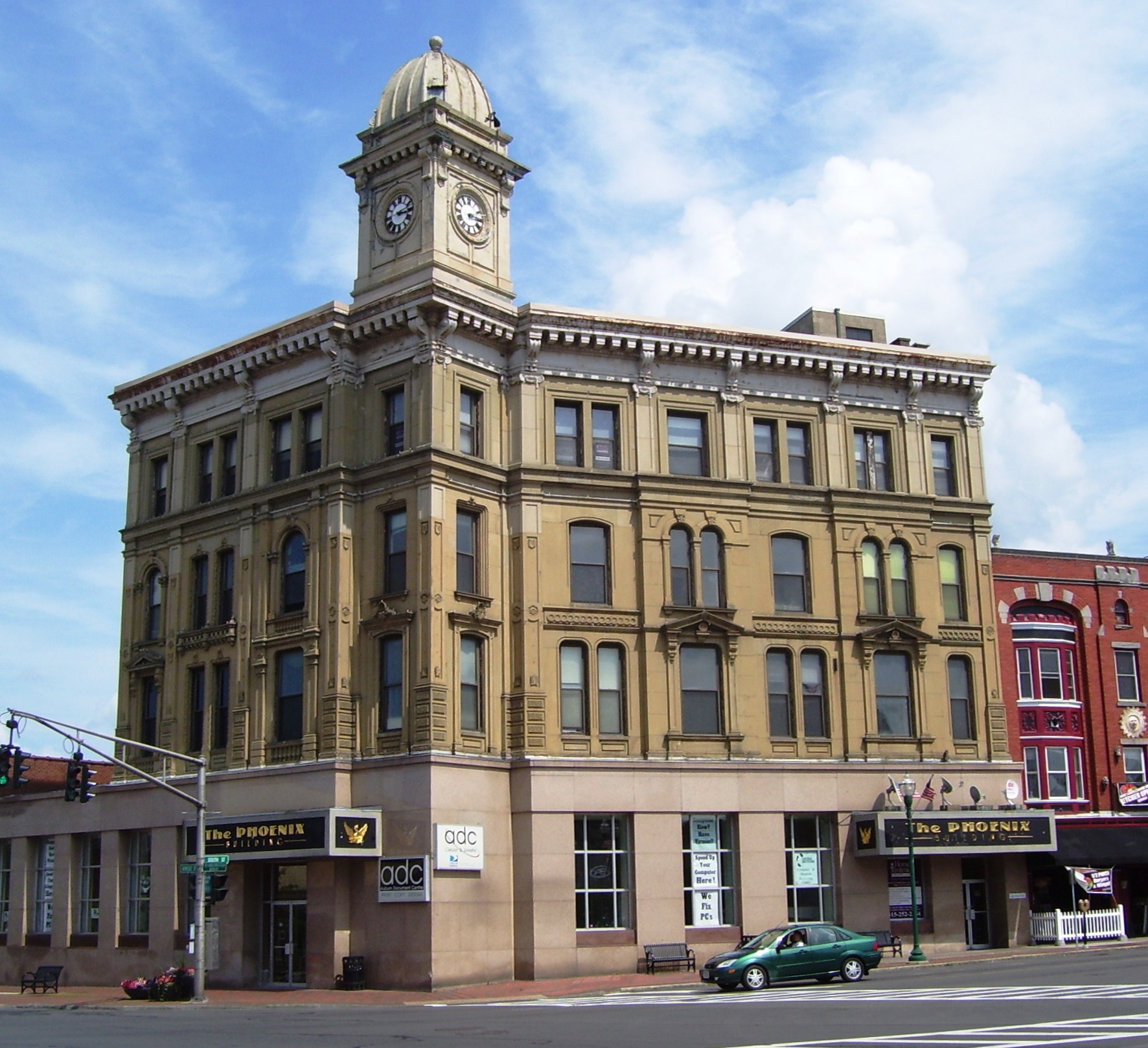
Das Phoenix Building von 1905

Die wichtigsten Bereiche, in denen Menschen beschäftigt werden, sind das Handwerk und der Einzelhandel (jeweils etwa 15 %, Stand 2015). Die Arbeitslosigkeit sank nach einem Maximum von 9,4 % im Jahr 2009 (Höhe der Immobilien-Krise) kontinuierlich bis auf ein Jahresmittel von 6,1 % im Jahr 2015 und damit auf einen Stand von etwa einem Prozent über dem Jahresmittel vor dem Platzen der Immobilienblase.

### Verkehr
Auburn ist durch den U.S. Highway 20, der die Stadt von Ost nach West durchquert, an das US-amerikanische Schnellstraßensystem angeschlossen. Die Nord-Süd-Anbindung erfolgt durch die beiden New York State Route 34 und 38.
Als lokaler Flughafen bietet der Murphy Field Airport eine Landebahn.
Schienengüterverkehr wird durch die Finger Lakes Railway angeboten.

### Medien
In der Stadt erscheint seit 1816  eine Tageszeitung, The Citizen (deutsch: „Der Bürger“), die mit Stand 2018 eine Auflage von 10.000 bis 12.000 Exemplaren erreicht. Im Zeitraum ihres Erscheinens hatte die Zeitung verschiedene Namen, ist aber seit mehreren Jahrzehnten unter dem aktuellen Namen bekannt.

### Öffentliche Einrichtungen
In Auburn sind mehrere, meist privat betriebene, Krankenhäuser und Pflegeeinrichtungen tätig, die den Bedarf der Umgebung decken. Das Auburn Memorial Hospital verfügt über einen Landeplatz für Rettungshubschrauber.
Die Seymore Public Library bietet rund 78.000 Bände zur öffentlichen Ausleihe an.

### Bildung
An Bildungseinrichtungen bietet Auburn öffentliche und private Schulen und Highschools an, die das gesamte Klassenspektrum vom Kindergarten bis zur Highschool abdecken. Das Cayuga Community College bietet etwa 3.000 Studenten weitergehende Ausbildungen; für den Besuch von Universitäten müssen Studenten in Zentren wie Buffalo oder Rochester ausweichen.

## Persönlichkeiten

### Söhne und Töchter der Stadt
- Thomas Y. Howe junior (1801–1860), Jurist und Politiker, Vertreter von New York im US-Repräsentantenhaus
- James Lockart (1806–1857), Politiker, Vertreter von Indiana im US-Repräsentantenhaus
- Nathaniel B. Eldredge (1813–1893), Politiker, Vertreter von Michigan im US-Repräsentantenhaus
- Charles Talbot Porter (1826–1910), Maschinenbauingenieur, Maschinenfabrikant und Vater der schnelllaufenden Dampfmaschine
- Harriet Mann Miller (1831–1918), Schriftstellerin
- Annie Taylor (1838–1921), befuhr als erster Mensch die Niagarafälle in einem Holzfass
- William G. Stahlnecker (1849–1902), Jurist und Politiker, Vertreter von New York im US-Repräsentantenhaus
- Edward Parmelee Morris (1853–1938), Klassischer Philologe
- Frederick Starr (1858–1933), Anthropologe
- James Jebusa Shannon (1862–1923), Maler
- Elizabeth Hazelton Haight (1872–1964), klassische Philologin und Hochschullehrerin
- David Moore Robinson (1880–1958), Klassischer Archäologe
- John Taber (1880–1965), Politiker, Vertreter von New York im US-Repräsentantenhaus
- Harry Elmer Barnes (1889–1968), Soziologe und Kulturhistoriker
- Cameron Prud’Homme (1892–1967), Schauspieler
- Earl Conrad (1912–1986), Schriftsteller und Journalist
- Bob Mosher (1915–1972), Drehbuchautor
- Avery Dulles (1918–2008), römisch-katholischer Theologe, Kardinal
- Hewson Swift (1920–2004), Zellbiologe und Biochemiker
- John Allen Clements (1923–2024), Mediziner
- Marijane Meaker (1927–2022), Schriftstellerin
- Leslie W. Knapp (1929–2017), Ichthyologe
- L. David Mech (* 1937), Verhaltensforscher
- John Walsh (* 1945), Fernsehmoderator
- Ann Marie Buerkle (* 1951), Politikerin, Vertreterin von New York im US-Repräsentantenhaus
- Joey DeMaio (* 1954), Bassist und Frontmann der True-Metal-Band Manowar
- Eric Adams (* 1954), Sänger der True-Metal-Band Manowar
- Scott Gregory (* 1959), Eiskunstläufer
- T. J. Middleton (* 1968), Tennisspieler
- Marco Corleone (* 1977), eigentlich Mark Jindrak, Wrestler
- J. D. Forrest (* 1981), Eishockeyspieler
- Jeremy Morin (* 1991), Eishockeyspieler

### Personen, die vor Ort wirkten
- William H. Seward (1801–1872), arrangierte den Kauf Alaskas durch die USA
- Harriet Tubman (ca. 1820–1913), Sklavereigegnerin